# Zöld szajkó
A zöld szajkó (Cyanocorax yncas) a  madarak osztályának verébalakúak (Passeriformes) rendjébe és a varjúfélék (Corvidae) családjába tartozó faj.

## Rendszerezése
A fajt Pieter Boddaert holland orvos, biológus és ornitológus írta le 1783-ban, a Corvus nembe Corvus yncas néven. Egyes szervezetek az északi és a déli populációt szétbontják, akkor az északi neve Cyanocorax luxuosus, melyet René Lesson írt le  1839-ben.

## Alfajai
- Cyanocorax yncas cyanodorsalis Dubois, 1874
- Cyanocorax yncas galeatus (Ridgway, 1900)
- Cyanocorax yncas guatimalensis (Bonaparte, 1850)
- Cyanocorax yncas longirostris (Carriker, 1933)
- Cyanocorax yncas yncas (Boddaert, 1783)[2]

## Előfordulása
Az északi populáció az Amerikai Egyesült Államok, Mexikó, Guatemala, Honduras és Nicaragua területén honos. A déli Belize, Bolívia, Ecuador, Kolumbia, Peru és Venezuela területén. 
Természetes élőhelyei a szubtrópusi vagy trópusi síkvidéki és hegyi esőerdők, szavannák és cserjések, valamint másodlagos erdők. Állandó, nem vonuló faj. Mexikóban például 1800 méteren is megtalálható, valamint az Andokban is 1800–4000 méter között.

## Megjelenése
Átlagos testhossza 27 centiméter, testtömege 66-92 gramm. Az északi populáció kisebb, csak 25–29 centiméter, mint a déli populációé, melynek testhossza 29,5–34 centiméter.  A két populáció között a különbség észrevehető a tollazaton is.

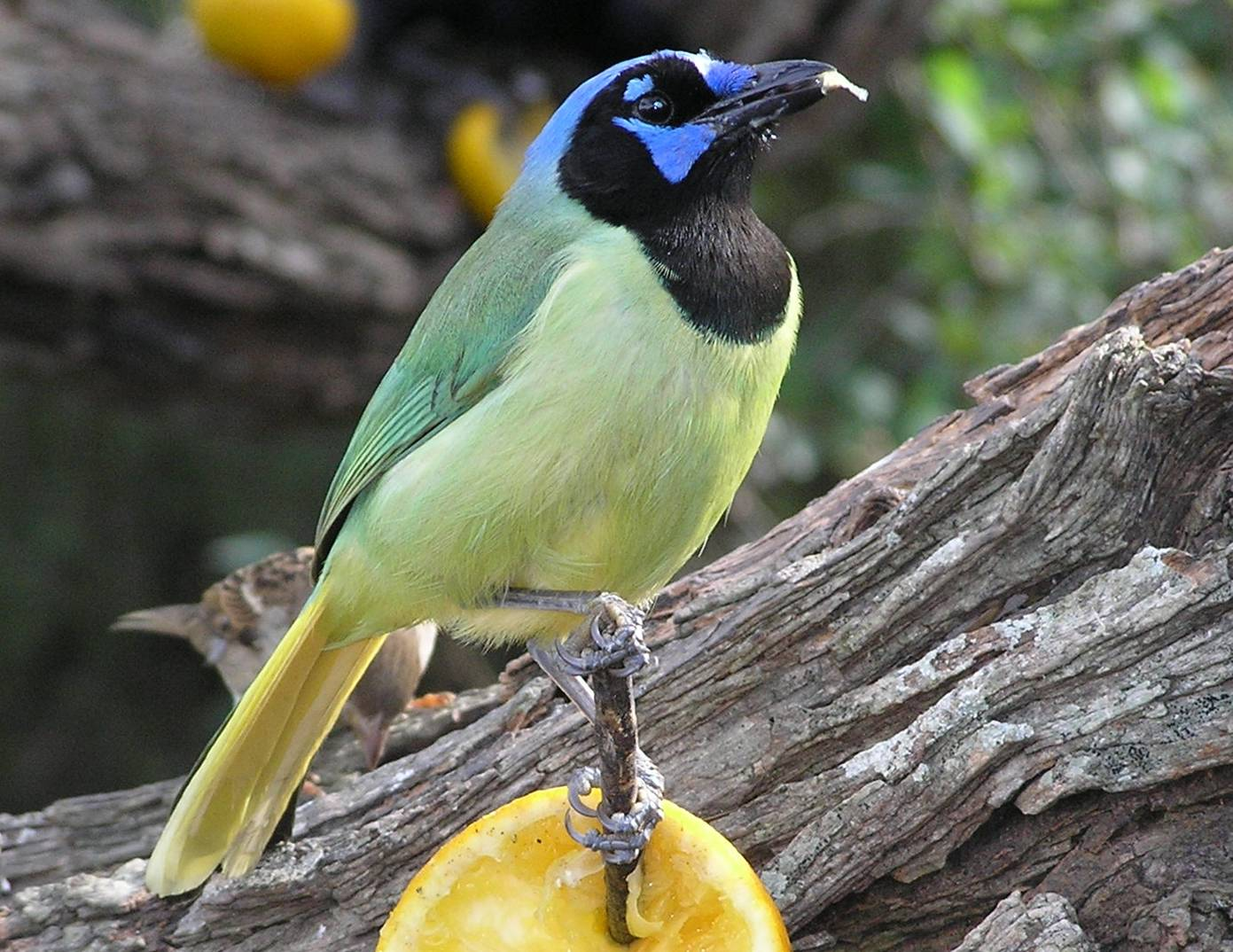
Egyik északi
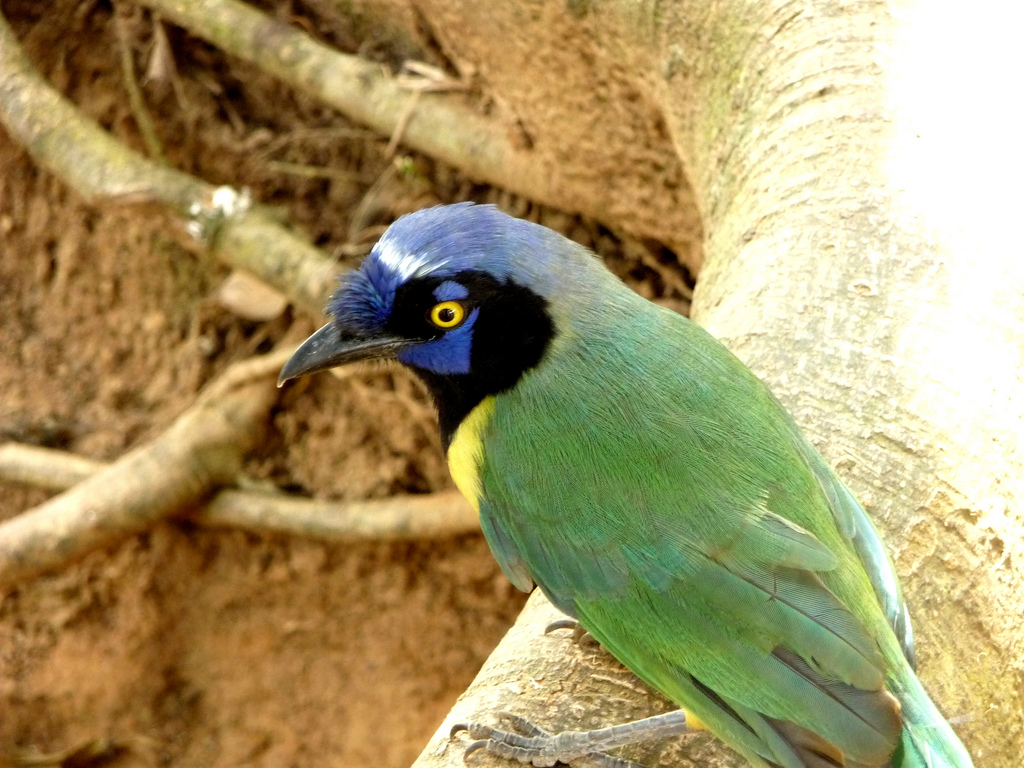
és déli alfaja

## Életmódja
Tápláléka főképp rovarokból és más gerinctelenekből áll, valamint magvakból és gyümölcsökből. Megfigyelték a fajnál hogy használ pálcikát segítségképpen a rovarok megszerzéséhez a fakéreg alól.

## Szaporodása
A zöld szajkó fészkét fára vagy bokorra készíti, fészekalja 3–5 tojásból áll. A tojásokon csak a tojó kotlik, viszont a fiókákat mindkét szülő táplálja. A fiatalok több évig a szülők mellett tartózkodnak és segítenek a fióka nevelésben.

## Természetvédelmi helyzete
Az elterjedési területe rendkívül nagy, egyedszáma pedig növekszik. A Természetvédelmi Világszövetség Vörös listáján nem fenyegetett fajként szerepel.